# 労使協定
労使協定（ろうしきょうてい）とは、労働者と使用者との間で締結される、書面による協定のことである。法文上の語ではなく、下記の要件を満たす協定のことを一般に「労使協定」と呼ぶ（法文上は「当該事業場に、労働者の過半数で組織する労働組合があるときはその労働組合、労働者の過半数で組織する労働組合がないときは労働者の過半数を代表する者との書面による協定」）。
労使協定は、事業場単位で締結される（労働協約のように産業別や企業単位で締結することはできない）。労使協定を締結することで、労働基準法、育児介護休業法、高年齢者雇用安定法等で定められた所定の事項について、法定義務の免除や免罰の効果を発生させる。ただし、労使協定には、労働協約・就業規則のように、労働契約を規律する効力（規範的効力）はないので、労使協定を締結してもそれだけでは労働契約上の権利義務は生じない（昭和63年1月1日基発1号）。したがって労使協定締結とあわせて労働協約・就業規則等でそれぞれの定めが必要となる。

## 過半数代表
使用者に相対する労働者側の代表（いわゆる「過半数代表」）は、以下の者がなる。
- 事業場に労働者の過半数を組織する労働組合が存在するときはその労働組合
- 当該労働組合が存在しないときは、労働者の過半数を代表する者

これは「企業における労働者代表に与えられる保護及び便宜に関する条約」（ILO135号条約、日本は未批准）に倣った規定である。
「過半数」の算定にあたって分母となる「労働者」には、労働基準法第9条でいう「労働者」であれば、たとえ協定が適用されない管理監督者、出向労働者（時間については受入、賃金については支払労働者）、送り出し派遣労働者、パートやアルバイト、さらには時間外労働が制限される年少者等（昭和46年1月18日基収6206号）、協定の有効期間満了前に契約期間が終了する労働者（昭和36年1月6日基収6619号）をも含むが、解雇係争中の労働者（労働基準法に違反しないと認められる場合。昭和24年1月26日基収267号）、受入れ派遣労働者は含まない。
過半数代表の要件は協定の成立要件であって、存続要件ではないと解される。したがって、いったん有効に締結した過半数代表がその後過半数割れを起こしたり、異動で管理監督者になったとしてもその協定は有効のままである。
使用者は、労働者の過半数を代表する者であること及びなろうとしたこと、労働者の過半数を代表する者として正当な行為をしたことなどを理由として労働条件（解雇、賃金の減額、降格等）について不利益な取扱いをすることは禁止される（労働基準法施行規則第6条の2第3項）。使用者は、過半数代表者が労使協定に関する事務を円滑に遂行することができるよう必要な配慮を行わなければならない（同第6条の2第4項）。

### 労働者の過半数を組織する労働組合
現行法では、事業場に労働者の過半数を組織する労働組合が存在する場合には、当然にその労働組合が過半数代表となる。ここでいう「労働組合」は、労働組合法第2条でいう「労働組合」であり、その要件を満たすものでなければならない。
- 数個の事業場を持つ企業において、企業単位で組織された労働組合が、当該事業場の労働者の過半数を組織している場合には、そこに支部等が存在していなくても当該組合が協定等の当事者となる（昭和36年9月7日基収4932号、平成11年3月31日基発168号）。
- 事業場に2以上の労働組合がある場合、一の労働組合が労働者の過半数を組織していればその労働組合と協定を締結することで、他の組合員や組合員でない者に対しても効力は及ぶ（昭和23年4月5日基発535号）。
- 過半数組合は存在しないが、複数組合の組合員数を合計すれば労働者の過半数に達する場合に、使用者が複数の組合と同一内容の協定を締結した場合、それを「労使協定」として認めた裁判例がある（名古屋高判昭和46年4月10日）。

過半数組合は協定の締結等をめぐって、当然に団体交渉を要求することができ、使用者がこれを拒否すれば不当労働行為となる（労働組合法第7条）。また団体交渉の成果たる労使協定が文書化され、労使双方が署名もしくは記名押印した場合、その協定は労働協約としての効力も持つ（労働組合法第14条）。この場合、労使協定としての効力は当該組合員でない者に対しても当然に及ぶ。
過半数組織組合との締結において、誰が組合側締結当事者となるかは組合自治に属し、会社が干渉することは許されない。

### 労働者の過半数を代表する者
事業場に労働者の過半数を組織する労働組合が存在しない場合には、労働者の過半数を代表する者を選出しなければならない。代表者として認められる要件は、以下2つである（労働基準法施行規則第6条の2第1項、昭和63年1月1日基発1号）。
- 管理監督者（労働基準法第41条2号）でないこと
- 協定等をする者を選出することを明らかにして実施される投票、挙手等の方法による手続により選出された者であって、使用者の意向に基づき選出されたものでないこと

過半数代表者としての選出が適正になされていない場合、その者には過半数代表者としての権限は認められない（裁判例として、東京高判平成9年11月17日。従業員親睦会の代表者が過半数代表者として締結した労使協定を無効と判断した）。

### 過半数代表の役割
過半数代表の役割は、労使協定の締結のみならず、使用者が取ろうとする措置に対して従業員を代表して意見を述べることや、労使が共同して委員会を設置する場合にその労働者側委員を指名又は推薦すること等もある。法令に規定されている主なものは以下の通り。
- 就業規則の作成・変更に対する意見陳述（労働基準法第90条）
- 労使委員会の委員の半数の指名（労働基準法第38条の4第2項）
- 安全委員会・衛生委員会の委員の半数の推薦（労働安全衛生法第17条~第19条）
- 安全衛生改善計画・特別安全衛生改善計画の作成に対する意見陳述（労働安全衛生法第78条・第79条）
- 預金保全委員会・退職手当保全委員会の委員の半数の推薦（賃金の支払の確保等に関する法律施行規則第2条、第5条の2）
- 労働時間等設定改善委員会の委員の半数の推薦（労働時間等の設定の改善に関する特別措置法第7条）
- 会社分割に当たり、その雇用する労働者の理解と協力を得るための協議（労働契約承継法第7条[3]）
- 派遣先事業所単位の期間制限を延長しようとする場合、その期間等についての意見陳述（労働者派遣法第40条の2第4項）
- 高年齢離職予定者に共通して講じようとする再就職援助措置の内容についての意見陳述（高年齢者等の雇用の安定等に関する法律施行規則第6条の3）
- 再就職援助担当者に担当させる、その業務の遂行に係る基本的な事項についての意見陳述（高年齢者等の雇用の安定等に関する法律施行規則第6条の4）
- 再就職援助計画の作成・変更に対する意見陳述（労働施策の総合的な推進並びに労働者の雇用の安定及び職業生活の充実等に関する法律第24条）
- 労働移動支援助成金の要件となる再就職援助計画、求職活動支援基本計画書について、その内容についての同意（雇用保険法施行規則第102条の5）
- いわゆる「4分の3要件」を満たさない所定の短時間労働者について、社会保険（健康保険、厚生年金保険）の被保険者とする旨の申出についての同意[4]（健康保険法附則第46条5項）

## 周知義務
労働基準法に基づいて締結した労使協定について、使用者は、常時各作業場の見やすい場所へ掲示し、又は備え付けること、書面を交付すること等の方法によって、労働者に周知させなければならない（労働基準法第106条1項、規則第52条の2）。要旨のみの周知では足りず、その全部を周知させる必要がある。

## 法令上の労使協定
太字は、所轄労働基準監督署長への届出が必要な労使協定である。届出は事業場単位で行うのが原則であるが、一の使用者の下に複数の事業所が存在し本社の人事部門で統一的な人事・労務管理をしているときには「本社と事業場の協定の主要な内容が同一であること」「届出をする部数の協定が提出されていること」を条件に本社での一括届出が認められている（平成15年2月15日基発0215002号）。
なお労使協定の効力発生要件は三六協定を除き「締結」であり、届出を怠ったとしてもそのことによる法違反としての刑事罰はあるものの、民事的には有効である。
- 労働者の貯蓄金をその委託を受けて管理する場合（労働基準法第18条）
- 賃金から法定控除以外のものを控除する場合（労働基準法第24条。いわゆるチェック・オフ協定など）
- 1ヶ月単位の変形労働時間制（労働基準法第32条の2。就業規則に定めた場合には届出は不要）[5]。
- フレックスタイム制（労働基準法第32条の3。清算期間が1ヶ月を超えない場合は届出不要）
- 1年単位の変形労働時間制（労働基準法第32条の4、第32条4の2、施行規則第12条の2、第12条の4、第12条の6）[5]
- 1週間単位の非定型的変形労働時間制（労働基準法第32条の5）[5]
- 休憩の一斉付与の例外（労働基準法第34条）
- 時間外労働・休日労働（労働基準法第36条、第133条、施行規則第69条。いわゆる三六協定。これのみ、所轄労働基準監督署長への届出が効力発生要件となる。） [5]
- 割増賃金に代えて代替休暇を取得する場合（労働基準法第37条第3項）[6]
- 事業場外労働のみなし労働時間制（労働基準法第38条の2。事業場外労働が法定労働時間内の場合は不要）[5]
- 専門業務型裁量労働制（労働基準法第38条の3）[5]
- 年次有給休暇の時間単位付与（労働基準法第39条第4項）[6]
- 年次有給休暇の計画的付与（労働基準法第39条第6項）[6]
- 年次有給休暇の賃金を健康保険法に定める標準報酬月額の30分の1相当額で支払う場合（労働基準法第39条第9項）
- 退職金の保全措置について法定の措置に依らない場合（賃金の支払の確保等に関する法律第5条、施行規則第4条）
- 1歳6ヶ月に満たない子の育児休業の適用除外者（育児介護休業法第6条第1項ただし書き、平成12年労告120号）
- 要介護状態の対象家族の介護休業の適用除外者（育児介護休業法第12条第2項、平成12年労告120号）
- 小学校就学前の子の看護休暇の適用除外者（育児介護休業法第16条の3第2項、平成12年労告120号）
- 要介護状態の対象家族の介護休暇の適用除外者（育児介護休業法第16条の6第2項、平成12年労告120号）
- 3歳に満たない子の育児のための所定外労働の制限の適用除外者（育児介護休業法第16条の8第1項）
- 3歳に満たない子を養育する者に関する所定労働時間の短縮措置の適用除外者（育児介護休業法第23条第1項ただし書き）
- 雇用調整助成金の対象となる休業等、出向等の実施に関する事項（雇用保険法施行規則第102条の3）

廃止された労使協定
- 衛生委員会・安全衛生委員会に労働時間等設定改善委員会の代替をさせる場合（労働時間等の設定の改善に関する特別措置法第7条第2項） - 2019年（平成31年）4月の改正法施行により廃止された。なお経過措置により、旧法下で定めた決議については、2022年（令和4年）3月31日（2019年（平成31年）3月31日を含む期間を定めているものであって、その期間が2022年（令和4年）3月31日を超えないものについては、その期間の末日）までの間は、なおその効力を有する（働き方改革関連法附則第1条、第10条）。
- 65歳までの継続雇用制度の対象となる基準を定める場合（高年齢者雇用安定法第9条） - 2013年（平成25年）4月1日の改正法施行により継続雇用制度の対象者を労使協定によって限定することはできなくなった。なお2013年（平成25年）3月31日までに労使協定を定めた場合は、2025年（令和7年）3月31日まで経過措置として、対象年齢を順次切り上げ認められる。
- 雇用継続給付（高年齢雇用継続給付金、高年齢再就職給付金、育児休業給付金、介護休業給付金）の支給申請手続を事業主が代理する場合（雇用保険法施行規則第101条の8、第101条の15、第102条） - 法改正により、2016年（平成28年）2月16日からは労使協定は不要となり、原則としてこれらの申請は事業主経由でしなければならないこととなった。